# Johann Lewalter
Johann Lewalter (* 24. Januar 1862 in Kassel; † 30. September 1935 ebenda) war ein deutscher Lehrer, Komponist, Volkskundler und Heimatschriftsteller.

## Leben
Johann Lewalter war Sohn eines Buchdruckereibesitzers und erlernte zunächst das Buchdruckerhandwerk. Später studierte er Musik am Leipziger Konservatorium und wurde Musiklehrer in Kassel. Bedeutend ist die Veröffentlichung der von ihm in Nordhessen, besonders in Rengershausen, Harleshausen und Kirchditmold, gesammelten ca. 230 Volks- und Kinderlieder. Zudem sammelte und zeichnete Lewalter die bei festlichen Gelegenheiten aufgeführten Schwälmer Tänze auf.
Er förderte auch den Fremdenverkehr in der Gegend um Helsa. Dafür wurde er 1928 zum Ehrenbürger von Helsa ernannt. Zur Erinnerung an ihn wurde 1938 zwischen Eschenstruth und Helsa der Lewalterbrunnen nach ihm benannt. Ebenso erinnert der Lewalterweg im Ortsteil Helsa an ihn.

## Werke

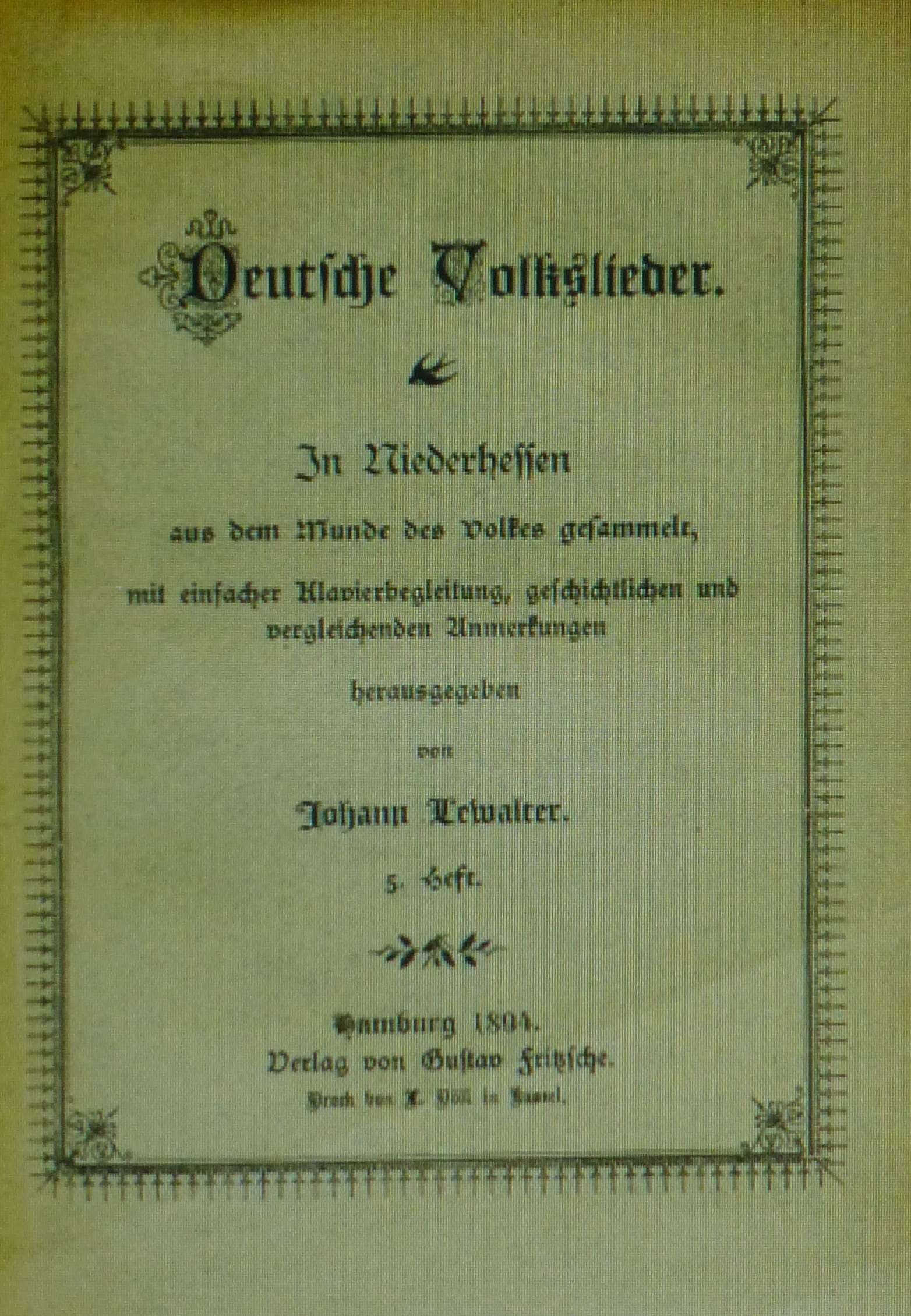
Deutsche Volkslieder in Niederhessen (1894) Verlag Gustav Fritsche, Hamburg

- Deutsche Volkslieder. In Niederhessen aus dem Munde des Volkes gesammelt, mit einfacher Klavierbegleitung, geschichtlichen und vergleichenden Anmerkungen. 5 Hefte. Hamburg 1890–94. Reprint in einem Band: Olms, Hildesheim 1982, ISBN 3-487-05369-1 (urn:nbn:de:hebis:66:fuldig-5943108; Heft 3, 1892: archive.org; Heft 4, 1893: archive.org).
- Hessische Kinderliedchen. In Kassel im Verein mit Johann Lewalter gesammelt und erläutert von Gustav Eskuche. Kühn, Kassel 1891 (eingeschränkte Vorschau in der Google-Buchsuche).
- Schwälmer Tänze. Ries & Erler, Berlin 1903.
- O Mensch, dhu dinne Augen uff. Gedicht in Kasseler Mundart von Heinrich Jonas.[4] Für eine Singstimme mit Klavierbegleitung vertont von Johann Lewalter, Op. 56. Simon, Kassel [ca. 1909].
- Deutsches Kinderlied und Kinderspiel. In Kassel aus Kindermund in Wort und Weise gesammelt. Mit einer wissenschaftlichen Abhandlung von Georg Schläger. Vietor, Kassel 1911.
- Reichswacht. Marschlieder für unsere Jugendwehr und das feldgraue Heer. 9 Hefte. Brunnemann, Kassel 1914 ff.
- Feldblumen. Gedichte. Vietor, Kassel 1917.
- Das alte Puppenspiel Dr. Fausts Leben und Höllenfahrt. Vietor, Kassel 1919.
- Dr. Kasper: Puppenspiel in 2 Aufzügen. Vietor, Kassel 1920.
- Herbstfäden. Gedichte. Vietor, Kassel [1922].
- Mit Wilhelm Ide: Frisch auf! Liederbuch für hessische Wandersleute. Bernecker, Meisungen 1930.
- Mit Wilhelm Ide: Fröhliches Wandern. Liederbuch für Hessen-Waldecks wandernde Jugend. Bernecker, Meisungen 1931.
- Ich weiss ein teuerwertes Land. Hessenlied von Karl Altmüller. Für dreistimmigen Schülerchor vertont von Johann Lewalter. Partitur. Röttger, Cassel [o. J.]